# Bulletproof
Bulletproof é um filme de ação de 1988, dirigido por Steve Carver.

## Sinopse
Um bando de terroristas escondem um tanque no México. A tarefa é recuperá-lo e o agente a prova de balas Frank McCain foi escalado para o trabalho. Gary Busey interpreta McCain, um tipo durão que além de recuperar o tanque ainda tem que recuperar a ex-namorada.

## Elenco
Gary Busey
Darlanne Fluegel
Henry Silva
Thalmus Rasulala
L.Q. Jones
Mills Watson
James Andronica
R.G. Armstrong
Luke Askew
Lincoln Kilpatrick
Lydie Denier
Jorge Cervera Jr.
Lucy Lee Flippin
Redmond Gleeson
Ken Medlock
Don Pike
Danny Trejo
Gray Frederickson
Drew Fischer
Ron Shipp
Laura Crosson
Bob K. Cummings
Perry Blackburn
Frank Holtry
Gary Pike
Brad Orrison
Cary-Hiroyuki Tagawa